# Klaus Dittrich (Informatiker)

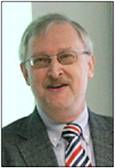
Professor Klaus R. Dittrich

Klaus R. Dittrich (* 30. Dezember 1950 in Münchberg, Oberfranken; † 20. November 2007 in Mountain View, Kalifornien) war ein deutscher Informatiker. Er war von 1989 an Professor für Informatik am Institut für Informatik (IFI) der Universität Zürich und Leiter der Forschungsgruppe Datenbanktechnologie (DBTG) sowie Abteilungsleiter des Fachbereichs Informatik.
Er promovierte 1982 am Institut für Programmstrukturen und Datenorganisation der Universität Karlsruhe bei Peter Lockemann, war 1984 Post-Doc beim IBM-Almaden-Forschungszentrum und von 1985 bis 1989 Leiter des Bereichs Datenbanksysteme am FZI Forschungszentrum Informatik in Karlsruhe.
Klaus R. Dirttrich starb am 20. November 2007 im Alter von 56 Jahren an einem Schlaganfall während eines Sabbaticals bei HP Labs in Kalifornien.

## Wirken
Sein bekanntestes Werk stellt das Manifest „Architektur von Datenbanksystemen“ dar. Eine Veröffentlichung mit mehr als 1600 Zitaten. Allgemein beschäftigte er sich maßgeblich mit Arbeiten zu technischen Datenbanken und deren Anwendung im VLSI-Design und in der Softwareentwicklung.
Zusätzlich war Dittrich viele Jahre lang Mitglied des Kuratoriums der VLDB-Stiftung (Very Large Data Base Endowment Inc.) und Chefredakteur dessen VLDB Journal. Die VLDB ist eine in den Vereinigten Staaten gegründete gemeinnützige Organisation, deren einziger Zweck die Förderung und der Austausch wissenschaftlicher Arbeiten im Bereich Datenbanken und verwandter Gebiete in der ganzen Welt ist.
Nach seinem Tod 2007 bekam Klaus Dittrich 2008 den SIGMOD Edgar F. Codd Innovations Award wird für innovative und höchst bedeutsame Beiträge von bleibendem Wert für die Entwicklung, das Verständnis oder die Nutzung von Datensystemen verliehen.

## Publikationen
- Literatur von und über Klaus Dittrich im Katalog der Deutschen Nationalbibliothek